# Damian Przytuła
Damian Przytuła (Olsztyn, 27 de noviembre de 1998) es un jugador de balonmano polaco que juega de lateral izquierdo en el Tatabánya KC. Es internacional con la selección de balonmano de Polonia.
Su primer gran campeonato con la selección fue el Campeonato Europeo de Balonmano Masculino de 2022.

## Clubes
| Club                       | País    | Año       |
| -------------------------- | ------- | --------- |
| Jeziorak Iława             | Polonia | 2015-2016 |
| Warmia Olsztyn             | Polonia | 2016-2017 |
| MMTS Kwidzyn               | Polonia | 2017-2021 |
| Pomezania Malbork (cedido) | Polonia | 2017-2018 |
| NMC Górnik Zabrze          | Polonia | 2021-2024 |
| Tatabánya KC               | Hungría | 2024-Act. |